# Andrea Vavassori
Andrea Vavassori (Turín, Italia; 5 de mayo de 1995) es un tenista italiano.
Vavassori alcanzó el puesto 6 en el ranking ATP de dobles el 14 de octubre de 2024; mientras que en individuales llegó al puesto 128 en el 19 de junio de 2023.

## Torneos de Grand Slam

### Dobles

#### Finalista (3)
| Año  | Campeonato           | Pareja         | Oponentes en la final         | Resultado en final   |
| 2024 | Abierto de Australia | Simone Bolelli | Rohan Bopanna Matthew Ebden   | 6-7(0), 5-7          |
| 2024 | Roland Garros        | Simone Bolelli | Marcelo Arévalo Mate Pavić    | 5-7, 3-6             |
| 2025 | Abierto de Australia | Simone Bolelli | Harri Heliövaara Henry Patten | 7-6(16), 6-7(5), 3-6 |

### Dobles mixto

#### Títulos (2)
| Año  | Campeonato         | Pareja      | Oponentes en la final        | Resultado   |
| 2024 | Abierto de EE. UU. | Sara Errani | Taylor Townsend Donald Young | 7-6(0), 7-5 |
| 2025 | Roland Garros      | Sara Errani | Taylor Townsend Evan King    | 6-4, 6-2    |

## Títulos ATP (10; 0+10)

### Dobles (10)
| Leyenda                         |
| Grand Slam (0)                  |
| ATP World Tour Finals (0)       |
| ATP World Tour Masters 1000 (0) |
| ATP World Tour 500 (4)          |
| ATP World Tour 250 (6)          |

| N.º | Fecha                 | Torneo       | Superficie    | Pareja            | Oponentes en la final              | Resultado           |
| --- | --------------------- | ------------ | ------------- | ----------------- | ---------------------------------- | ------------------- |
| 1.  | 10 de abril de 2021   | Cagliari     | Tierra batida | Lorenzo Sonego    | Simone Bolelli Andrés Molteni      | 6-3, 6-4            |
| 2.  | 4 de marzo de 2023    | Santiago     | Tierra batida | Andrea Pellegrino | Thiago Seyboth Wild Matías Soto    | 6-4, 3-6, [12-10]   |
| 3.  | 8 de abril de 2023    | Marrakech    | Tierra batida | Marcelo Demoliner | Alexander Erler Lucas Miedler      | 6-4, 3-6, [12-10]   |
| 4.  | 18 de febrero de 2024 | Buenos Aires | Tierra batida | Simone Bolelli    | Marcel Granollers Horacio Zeballos | 6-2, 7-6(6)         |
| 5.  | 23 de junio de 2024   | Halle        | Hierba        | Simone Bolelli    | Kevin Krawietz Tim Puetz           | 7-6(3), 7-6(5)      |
| 6.  | 2 de octubre de 2024  | Pekín        | Dura          | Simone Bolelli    | Harri Heliövaara Henry Patten      | 4-6, 6-3, [10-5]    |
| 7.  | 11 de enero de 2025   | Adelaida     | Dura          | Simone Bolelli    | Kevin Krawietz Tim Puetz           | 4-6, 7-6(4), [11-9] |
| 8.  | 9 de febrero de 2025  | Róterdam     | Dura (i)      | Simone Bolelli    | Sander Gillé Jan Zieliński         | 6-2, 4-6, [10-6]    |
| 9.  | 24 de mayo de 2025    | Hamburgo     | Tierra batida | Simone Bolelli    | Andrés Molteni Fernando Romboli    | 6-4, 6-0            |
| 10. | 27 de agosto de 2025  | Washington   | Dura          | Simone Bolelli    | Hugo Nys Édouard Roger-Vasselin    | 6-3, 6-4            |

#### Finalista (7)
| N.º | Fecha               | Torneo               | Superficie    | Pareja         | Oponentes en la final             | Resultado            |
| --- | ------------------- | -------------------- | ------------- | -------------- | --------------------------------- | -------------------- |
| 1.  | 9 de abril de 2022  | Marakech             | Tierra batida | Jan Zieliński  | Rafael Matos David Vega Hernández | 1-6, 5-7             |
| 2.  | 25 de junio de 2023 | Halle                | Hierba        | Simone Bolelli | Marcelo Melo John Peers           | 6-7(3), 6-3, [6-10]  |
| 3.  | 29 de julio de 2023 | Umag                 | Tierra batida | Simone Bolelli | Blaž Rola Nino Serdarušić         | 6-4, 6-7(2), [13-15] |
| 4.  | 27 de enero de 2024 | Abierto de Australia | Dura          | Simone Bolelli | Rohan Bopanna Matthew Ebden       | 6-7(0), 5-7          |
| 5.  | 8 de junio de 2024  | Roland Garros        | Tierra batida | Simone Bolelli | Marcelo Arévalo Mate Pavić        | 5-7, 3-6             |
| 6.  | 25 de enero de 2025 | Abierto de Australia | Dura          | Simone Bolelli | Harri Heliövaara Henry Patten     | 7-6(16), 6-7(5), 3-6 |
| 7.  | 22 de junio de 2025 | Halle                | Hierba        | Simone Bolelli | Kevin Krawietz Tim Puetz          | 3-6, 6-7(4)          |

## Títulos ATP Challenger

### Dobles
| N.º | Fecha                    | Torneo                      | Superficie    | Pareja               | Oponentes                                    | Resultado          |
| --- | ------------------------ | --------------------------- | ------------- | -------------------- | -------------------------------------------- | ------------------ |
| 1.  | 25 de noviembre de 2017  | Challenger de Andria        | Moqueta       | Lorenzo Sonego       | Sander Arends Sander Gillé                   | 6-3, 3-6, [10-7]   |
| 2.  | 28 de abril de 2018      | Challenger de Francavilla   | Tierra batida | Julian Ocleppo       | Ariel Behar Máximo González                  | 7-6, 7-6           |
| 3.  | 30 de junio de 2018      | Challenger de Milán         | Tierra batida | Julian Ocleppo       | Gonzalo Escobar Fernando Romboli             | 4-6, 6-1, [11-9]   |
| 4.  | 21 de julio de 2018      | Challenger de San Benedetto | Tierra batida | Julian Ocleppo       | Sergio Galdós Federico Zeballos              | 6-3, 6-2           |
| 5.  | 8 de junio de 2019       | Challenger de Poznan        | Tierra batida | David Vega Hernández | Pedro Martínez Mark Vervoort                 | 6-4, 6-7, [10-6]   |
| 6.  | 5 de diciembre de 2020   | Challenger de Maia          | Tierra batida | Zdeněk Kolář         | Lloyd Glasspool Harri Heliövaara             | 6-3, 6-4           |
| 7.  | 27 de marzo de 2021      | Challenger de Lugano        | Dura (i)      | Andre Begemann       | Denys Molchanov Sergiy Stakhovsky            | 7-611, 4-6, [10-8] |
| 8.  | 11 de septiembre de 2021 | Challenger de Tulln         | Tierra batida | Dustin Brown         | Rafael Matos Felipe Meligeni Rodrigues Alves | 7-65, 6-1          |
| 9.  | 9 de octubre de 2021     | Challenger de Nápoles       | Tierra batida | Dustin Brown         | Mirza Bašić Nino Serdarušić                  | 7-5, 7-65          |
| 10. | 26 de marzo de 2022      | Challenger de Zadar         | Tierra batida | Zdeněk Kolář         | Manuel Guinard Franco Agamenone              | 3-6, 7-6, [10-6]   |
| 11. | 16 de julio de 2022      | Challenger de Verona        | Tierra batida | Luis David Martinez  | Juan Ignacio Galarza Tomás Lipovsek Puches   | 7-6, 3-6, [12-10]  |
| 12. | 6 de agosto de 2022      | Challenger de Cordenons     | Tierra batida | Dustin Brown         | Matej Sabanov Ivan Sabanov                   | 6-4, 7-5           |
| 13. | 17 de septiembre de 2022 | Challenger de Szczecin      | Tierra batida | Dustin Brown         | Adam Pavlásek Roman Jebavý                   | 6-4, 5-7, [10-8]   |
| 14. | 25 de septiembre de 2022 | Challenger de Génova        | Tierra batida | Dustin Brown         | Adam Pavlásek Roman Jebavý                   | 6-2, 6-2           |